# Shine (EP de Daniel Peixoto)
Shine é o primeiro EP lançado pela cantor brasileiro Daniel Peixoto no ano de 2011. "Shine" reúne cinco canções, todas com uma orientação mais tropical, pop-latino, do álbum Mastigando Humanos, porém visando o mercado internacional, sendo lançado pelo selo francês, AbatJour Records. Com este EP, Daniel Peixoto foi considerado "Artist of the Week" pela MTV IGGY de Nova York.
A faixa-título "Shine" virou single com videoclipe gravado em Fortaleza e participação da cantora Nayra Costa, o lançamento ocorreu pelo programa Se Liga da TV Verdes Mares.

## Faixas
| Shine |                                        |                            |         |  |
| N.º   | Título                                 | Compositor(es)             | Duração |  |
| 1.    | "Shine" (part. Nayra Costa)            | Daniel Peixoto, Ellen Lima | 4:08    |  |
| 2.    | "Flei" (part. Carol Teixeira)          | Peixoto, Elida Braz        | 3:16    |  |
| 3.    | "Eu Só Paro Se Cair"                   | Peixoto                    | 4:18    |  |
| 4.    | "Come to Me (Disco Killah Remix)"      | Peixoto, Ellen Lima        | 5:06    |  |
| 5.    | "I Trust My Dealer (Bloodshake Remix)" | Peixoto                    | 4:50    |  |